# Neoclytus acuminatus
Neoclytus acuminatus је врста инсекта из реда тврдокрилаца (Coleoptera) и породице стрижибуба (Cerambycidae). Сврстана је у потпородицу Cerambycinae.

## Распрострањеност
Врста је пореклом из Северне Америке, а на подручју Европе се сматра инвазивном врстом (насељава јужну и централну Европу). Интродукована је у 19. веку.

## Опис
Глава, пронотум, ноге и антене су црвенкастобраон боје. Елитрони су црвенкастобраон са жућкастом основом и три попречне жуте штрафте. Антене су кратке. Дужина тела је од 8 до 16 mm.

## Биологија
Животни циклус траје једну до две године. Ларве се развијају у мртвим гранама и гранчицама. Адулти се срећу на биљци домаћину, понекад и на процветалом жбуњу, а активни су од априла до августа. Као биљка домаћин јављају се различите врсте листопадног дрвећа (храст, јасен, орах, бреза, буква, врба, јавор, граб, шљива, кајсија, трешња, итд.).

## Галерија
- одрасла јединка
- одрасла јединка
- парење
- парење

## Синоними
- Callidium acuminatum Fabricius, 1775
- Cerambyx americanus Gmelin, 1790
- Callidium (Clytus) aspericolle Germar, 1824
- Callidium erythrocephalum Fabricius, 1787
- Clytus erythrocephalus (Fabricius, 1787)
- Neoclytus erythrocephalus (Fabricius, 1787)